# Soyouz TM-2
Soyouz TM-2 est le premier vol avec équipage du vaisseau spatial Soyouz-TM soviétique Soyouz. Il est lancé le 5 février 1987 pour amener le deuxième équipage effectuant un séjour à bord de  la station spatiale Mir. Celle-ci était restée inoccupée depuis le retour sur terre des cosmonautes de Soyouz T-15. L'équipage de Soyouz TM-2 sera par la suite remplacé par plusieurs équipages qui vont se relayer jusqu'en avril 1989 (retour sur Terre de Soyouz TM-7). Soyouz TM-2 revient au sol le 30 juillet 1987 avec l'ingénieur de vol, Alexander Laveykin, et deux cosmonautes arrivés peu de temps auparavant, Alexander Viktorenko et Mohammed Faris tandis que Iouri Romanenko reste dans la station.

## Équipage
Décollage :
- Iouri Romanenko (3)
- Alexander Laveykin (1)

Atterrissage :
- Alexander Viktorenko (1)
- Alexander Laveykin (1)
- Mohammed Faris (1) de Syrie

## Paramètres de la mission
- Masse : 7100 kg
- Périgée : 341 km
- Apogée : 365 km
- Inclinaison : 51.6°
- Période : 91.6 minutes